# Hory (district de Karlovy Vary)
Hory (en allemand : Horn) est une commune du district et de la région de Karlovy Vary, en République tchèque. Sa population s'élevait à 338 habitants en 2021.

## Géographie
Hory se trouve à 4 km à l'est de Nové Sedlo, à 7 km à l'ouest-sud-ouest de Karlovy Vary et à 119 km à l'ouest-nord-ouest de Prague.
Les rochers de Svatoš, monument naturel national, se trouvent sur le territoire de la commune, sur la rive gauche de l'Ohře entre Loket et Karlovy Vary.
La commune est limitée par Jenišov au nord et à l'est, par Karlovy Vary à l'est, par Loket au sud et par Nové Sedlo et Mírová à l'ouest.

## Histoire
La première mention écrite de la localité date de 1350.